# Oier Mendizabal
Oier Mendizabal Huitzi, más conocido como Mendizabal II (San Sebastián, 21 de mayo de 1983) es un jugador español de pelota vasca a mano. Juega en la posición de zaguero, para la empresa Asegarce.
Debutó en el año 2005 en el Frontón Aritzbatalde de Zarauz.

## Palmarés
- Campeón de mano parejas en 2008 junto con Olaizola II.

## Final de Mano Parejas
| Año  | Campeones                   | Subcampeones                | Tanteo | Frontón   |
| ---- | --------------------------- | --------------------------- | ------ | --------- |
| 2008 | Olaizola II - Mendizabal II | Titín III - Laskurain       | 22-17  | Ogueta    |
| 2009 | Mtz. de Irujo - Goñi III    | Olaizola II - Mendizabal II | 22-21  | Atano III |